# 昭和通商
昭和通商（しょうわつうしょう）株式会社とは、日本陸軍主導で民間の組合だった泰平組合を改組して設立された軍需国策会社である。

## 泰平組合
昭和通商の前身である泰平組合は、1908年（明治41年）6月に三井物産、大倉商事、高田商会の3社が共同出資して設立され、主に余剰となった軍の旧式小銃・火砲の払い下げを受けて中国・タイ等に輸出する事を目的とした組合である。
泰平組合設立の経緯については、1907年12月、日本陸軍の小火器開発者として有名だった南部麒次郎中将が、中国に出張した際に「三井、大倉、高田の三会社が各々独自に競争して兵器を売り込むため、この間、外国に漁夫の利を占められる懸念があるので、その実地調査を行い、この時の調査結果に基づき、「三会社が兵器売り込みの競争を廃して、三社合同の泰平組合が組織せられ、将来の協力発展が期待されることになった」ことを自伝に残している。
第一次大戦では同組合を通じて連合国のイギリス・ロシアにも100万挺を越える小銃を輸出したといわれている。
莫大な収益を得た同組合は、大倉財閥と懇意だった大隈重信内閣が発した対華21ヶ条要求中にも、日本製兵器購入を強要する一項を入れさせるなど、政治的な活動も活発に行っていた。
しかし大戦が終了すると同組合の輸出は伸び悩みはじめ、昭和14年4月には高田商会が抜け、航空機・装甲車輌などを製造していた三菱重工を傘下に持つ三菱商事が新たに加入して、昭和通商が設立された。

## 昭和通商
昭和通商は、1939年（昭和14年）に陸軍省軍事課長の岩畔豪雄大佐の主導で設立され、業務上の指導・監督権や人事権を陸軍省が一手に握り、陸軍の施策に準じて商行為を行う半官半民的な商社であった。一時期、北米はニューヨーク、南米はペルーのリマとボリビア、ヨーロッパではベルリン、ローマをはじめ満州、中国各地、南方諸地域にわたって支店や出張所をもち、正社員三千人、現地臨時雇用を含めると六千人にも及んだ巨大組織であった。
その設立目的は「兵器工業の維持と健全な発達、陸軍所要の海外軍需資源の一部輸入、国産兵器の積極的海外輸出と、陸軍所要の外国製兵器の輸入など」とされ、表向きは民間の商社として活動を開始したが、その実態は駐在員（多くは予備役の軍人だった）が現地で情報収集など諜報を行ったり、朝鮮・満洲・蒙疆で生産された阿片を中国市場に持ち込み、里見甫らの宏済善堂（阿片の分配のための阿片問屋。里見はその副理事長（理事長空席））を通じて換金し、戦争遂行に必要な戦略物資の調達にあたるなど、様々な活動を行っていた。
参謀本部が民間人と接触する際のフロント企業としても機能しており、マレー半島で活動できる工作員を調達する際、現地で盗賊として活動し投獄された谷豊とコンタクトを取るため嘱託職員の神本利男を派遣し、保釈金を肩代わりしている。
駐在武官が軍機内容の通信を陸軍省と行う際に、在外公館の無電を通さずに同社の無電を用いて暗号文を打電する“昭和通商依頼電”（いわゆる“依頼電”）など、日本陸軍の独自外交ルートとしても活用され、南京軍事法廷で死刑判決を受けた田中軍吉少佐が、昭和通商ハノイ支店長を務めていた事でも知られている。

## 概要
昭和通商発足当時の概要は、下記の通りである。
- 会社名：昭和通商株式会社
- 設立：昭和14年（1939年）4月20日
- 資本金：1,500万円
- 代表者：堀三也（元陸軍砲兵大佐/哲学者・阿部次郎の弟）
- 株主：三井物産、三菱商事、大倉商事(各500万円ずつ)
- 事業内容：＜兵器及び兵器部品、軍需品＞＜特殊原材料及び機械類＞の輸出入

## 組織
1942年（昭和17年）当時の組織構成は下記の通りである。
- 社長
- 専務取締役
- 常務取締役
- 非常勤取締役
- 監査役
  - 総務部
    - 庶務課
    - 電信課
    - 厚生課
    - 秘書課
    - 経理課

  - 業務部
    - 業務課
    - 運輸課
    - 会計課

  - 資材部
    - 資材一課
    - 資材二課
    - 資材三課

  - 機械部
    - 機械一課
    - 機械二課
    - 機械三課

  - 調査部
    - 調査一課
    - 調査二課

  - 特信班

## 関連書籍
- 斎藤充功『陸軍中野学校：情報戦士たちの肖像』〈平凡社新書〉2006年。ISBN 4582853358。
- 山本常雄『阿片と大砲：陸軍昭和通商の七年』PMC出版、1985年。
- 宗像和広、兵頭二十八『日本陸軍兵器資料集』並木書房、1999年。ISBN 4890631178。 （泰平組合の輸出用カタログの復刻版）
- 佐野眞一『阿片王：満州の夜と霧』〈新潮文庫〉。ISBN 9784101316383。

## 関連論文
- 柴田善雅 「陸軍軍命商社の活動：昭和通商株式会社覚書」『中国研究月報』（中国研究所発行） 2004年5月号、所収